# IC 1145
IC 1145 — галактика типу Sbc (компактна витягнута спіральна галактика) у сузір'ї Мала Ведмедиця.
Цей об'єкт міститься в оригінальній редакції індексного каталогу.